# Tour de France Femmes 2022
El Tour de França Femmes 2022, (oficialment Tour de França Femmes avec Zwift), fou la primera edició del Tour de França femení, una de les dues Grans Voltes ciclistes femenines (tres des del 2023).
La cursa va començar el 24 de juliol de 2022 a París, coincidint amb la darrera etapa del Tour de França masculí, i va acabar a la Planche des Belles Filles el 31 de juliol. La seva vencedora fou la neerlandesa Annemiek van Vleuten (Movistar Team), corredora que també es va imposar en les dues darreres etapes de muntanya. La seva compatriota Demi Vollering (SD Worx) i la polonesa Katarzyna Niewiadoma (Canyon SRAM) la van acompanyar al podi.

## Ruta
La primera etapa d'aquesta edició unia la Torre Eiffel i els Camps-Elisis, a París, el dia de la darrera etapa del Tour de França 2022, com a preàmbul. La segona etapa, dedicada a les velocistes, es desenvolupà entre Meaux i Provins. L'endemà, les corredores sortiren de Reims i arribaren a Épernay resseguint un recorregut lleugerament muntanyós. La quarta etapa, entre Troyes i Bar-sur-Aube, va recorrér 12,9 quilòmetres per quatre sectors de "camins blancs" a través de les vinyes. L'etapa següent uní Bar-le-Duc i Saint-Dié-des-Vosges. L'endemà, les corredores arribaren a Rosheim després d'una etapa accidentada iniciada a Saint-Dié-des-Vosges. Finalment, la prova va acabar amb dues etapes de muntanya. A la primera, entre Sélestat i Le Markstein, les competidores van haver de superar tres colls de muntanya (Petit Ballon, Platzerwasel i Grand Ballon) abans de l'ascensió final. La segona, disputada l'endemà, incorporava el pas per la côte d'Esmoulieres, el Ballon d'Alsace i la pujada final a la Planche des Belles Filles.
En total, les 144 ciclistes participants (24 equips de 6 membres) van recórrer 1.029 quilòmetres en 8 etapes.

## Equips
| UCI Women's WorldTeams (14)- Canyon-SRAM Racing - EF Education-TIBCO-SVB - FDJ-Suez - Human Powered Health - Liv Racing Xstra - Movistar Team - Roland Cogeas-Edelweiss Squad - Team BikeExchange-Jayco - Team DSM - Team Jumbo-Visma - SD Worx - Trek-Segafredo - UAE Team ADQ - Uno-X Pro Cycling Team UCI Women's continental teams (10)- Ceratizit-WNT Pro Cycling - Parkhotel Valkenburg - Valcar-Travel & Service - AG Insurance NXTG - Arkéa Pro Cycling Team - Cofidis - Le col-Wahoo - Plantur-Pura - Stade Rochelais Charente-Maritime - St Michel-Auber 93 |
| |

## Etapes
| Etapa    | Data      | Ciutats d'etapa                   | type              | Distància (km) | Desnivell (m) | Vencedora de l'etapa  | Líder de la general  |
| -------- | --------- | --------------------------------- | ----------------- | -------------- | ------------- | --------------------- | -------------------- |
| 1a etapa | 24 de jul | París – París                     | etapa plana       | 81,6           | 310 m         | Lorena Wiebes         | Lorena Wiebes        |
| 2a etapa | 25 de jul | Meaux – Provins                   | etapa plana       | 136,4          | 813 m         | Marianne Vos          | Marianne Vos         |
| 3a etapa | 26 de jul | Reims – Épernay                   | etapa accidentada | 133,6          | 1.418 m       | Cecilie Uttrup Ludwig | Marianne Vos         |
| 4a etapa | 27 de jul | Troyes – Bar-sur-Aube             | etapa accidentada | 126,8          | 1.415 m       | Marlen Reusser        | Marianne Vos         |
| 5a etapa | 28 de jul | Bar-le-Duc – Saint-Dié-des-Vosges | etapa plana       | 175,6          | 1.572 m       | Lorena Wiebes         | Marianne Vos         |
| 6a etapa | 29 de jul | Saint-Dié-des-Vosges – Rosheim    | etapa accidentada | 129,2          | 1.673 m       | Marianne Vos          | Marianne Vos         |
| 7a etapa | 30 de jul | Sélestat – Le Markstein           | etapa de muntanya | 127,1          | 2.881 m       | Annemiek van Vleuten  | Annemiek van Vleuten |
| 8a etapa | 31 de jul | Lure – Planche des Belles Filles  | etapa de muntanya | 123,3          | 2.464 m       | Annemiek van Vleuten  | Annemiek van Vleuten |

## Classificacions finals

### Classificació general
| \| Classificació general \| Classificació general \| Classificació general \| Classificació general \| Classificació general \| \| Ciclista \| Ciclista \| Equip \| Temps \| \| \| --------------------- \| ---------------------------------- \| ----------------------------- \| --------------------- \| --------------------- \| \| 1r \| Annemiek van Vleuten \| Movistar Team \| 26h 55' 44" \| \| \| 2n \| Demi Vollering \| SD Worx \| + 3' 48" \| \| \| 3r \| Katarzyna Niewiadoma \| Canyon-SRAM Racing \| + 6' 35" \| \| \| 4t \| Juliette Labous \| Team DSM \| + 7' 28" \| \| \| 5è \| Silvia Persico \| Valcar-Travel & Service \| + 8' 00" \| \| \| 6è \| Elisa Longo Borghini \| Trek-Segafredo \| + 8' 26" \| \| \| 7è \| Cecilie Uttrup Ludwig \| FDJ-Suez-Futuroscope \| + 8' 59" \| \| \| 8è \| Évita Muzic \| FDJ-Suez-Futuroscope \| + 13' 54" \| \| \| 9è \| Veronica Ewers \| EF Education-TIBCO-SVB \| + 15' 05" \| \| \| 10è \| Margarita Victoria García Cañellas \| UAE Team ADQ \| + 15' 15" \| \| \| 11è \| Elise Chabbey \| Canyon-SRAM Racing \| + 16' 44" \| \| \| 12è \| Riejanne Markus \| Team Jumbo-Visma \| + 18' 27" \| \| \| 13è \| Yara Kastelijn \| Plantur-Pura \| + 19' 53" \| \| \| 14è \| Shirin van Anrooij \| Trek-Segafredo \| + 25' 50" \| \| \| 15è \| Tamara Balabolina \| Roland Cogeas-Edelweiss Squad \| + 28' 51" \| \| \| 16è \| Liane Lippert \| Team DSM \| + 29' 49" \| \| \| 17è \| Mie Bjørndal Ottestad \| Uno-X Pro Cycling Team \| + 29' 50" \| \| \| 18è \| Erica Magnaldi \| UAE Team ADQ \| + 30' 15" \| \| \| 19è \| Alena Amialiússik \| Canyon-SRAM Racing \| + 30' 51" \| \| \| 20è \| Grace Brown \| FDJ-Suez-Futuroscope \| + 31' 01" \| \| \| 21è \| Mischa Bredewold \| Parkhotel Valkenburg \| + 31' 31" \| \| \| 22è \| Pauliena Rooijakkers \| Canyon-SRAM Racing \| + 35' 08" \| \| \| 23è \| Paula Patiño \| Movistar Team \| + 35' 19" \| \| \| 24è \| Coralie Demay \| St Michel-Auber 93 \| + 35' 31" \| \| \| 25è \| Nina Buysman \| Human Powered Health \| + 36' 00" \| \| |                                    |                               |             |
| |                                    |                               |             |
| Font: ProCyclingStats |                                    |                               |             |
| Classificació general |                                    |                               |             |
| Ciclista | Ciclista                           | Equip                         | Temps       |
| 1r | Annemiek van Vleuten               | Movistar Team                 | 26h 55' 44" |
| 2n | Demi Vollering                     | SD Worx                       | + 3' 48"    |
| 3r | Katarzyna Niewiadoma               | Canyon-SRAM Racing            | + 6' 35"    |
| 4t | Juliette Labous                    | Team DSM                      | + 7' 28"    |
| 5è | Silvia Persico                     | Valcar-Travel & Service       | + 8' 00"    |
| 6è | Elisa Longo Borghini               | Trek-Segafredo                | + 8' 26"    |
| 7è | Cecilie Uttrup Ludwig              | FDJ-Suez-Futuroscope          | + 8' 59"    |
| 8è | Évita Muzic                        | FDJ-Suez-Futuroscope          | + 13' 54"   |
| 9è | Veronica Ewers                     | EF Education-TIBCO-SVB        | + 15' 05"   |
| 10è | Margarita Victoria García Cañellas | UAE Team ADQ                  | + 15' 15"   |
| 11è | Elise Chabbey                      | Canyon-SRAM Racing            | + 16' 44"   |
| 12è | Riejanne Markus                    | Team Jumbo-Visma              | + 18' 27"   |
| 13è | Yara Kastelijn                     | Plantur-Pura                  | + 19' 53"   |
| 14è | Shirin van Anrooij                 | Trek-Segafredo                | + 25' 50"   |
| 15è | Tamara Balabolina                  | Roland Cogeas-Edelweiss Squad | + 28' 51"   |
| 16è | Liane Lippert                      | Team DSM                      | + 29' 49"   |
| 17è | Mie Bjørndal Ottestad              | Uno-X Pro Cycling Team        | + 29' 50"   |
| 18è | Erica Magnaldi                     | UAE Team ADQ                  | + 30' 15"   |
| 19è | Alena Amialiússik                  | Canyon-SRAM Racing            | + 30' 51"   |
| 20è | Grace Brown                        | FDJ-Suez-Futuroscope          | + 31' 01"   |
| 21è | Mischa Bredewold                   | Parkhotel Valkenburg          | + 31' 31"   |
| 22è | Pauliena Rooijakkers               | Canyon-SRAM Racing            | + 35' 08"   |
| 23è | Paula Patiño                       | Movistar Team                 | + 35' 19"   |
| 24è | Coralie Demay                      | St Michel-Auber 93            | + 35' 31"   |
| 25è | Nina Buysman                       | Human Powered Health          | + 36' 00"   |

### Classificacions secundàries
| Classificació per punts | Classificació per punts   | Classificació per punts   | Classificació per punts | Classificació per punts |
| Ciclista                | Ciclista                  | Equip                     | Punts                   |                         |
| ----------------------- | ------------------------- | ------------------------- | ----------------------- | ----------------------- |
| 1r                      | Marianne Vos              | Team Jumbo-Visma          | 272 pts                 |                         |
| 2n                      | Lotte Kopecky             | SD Worx                   | 174 pts                 |                         |
| 3r                      | Maria Giulia Confalonieri | Ceratizit-WNT Pro Cycling | 127 pts                 |                         |
| 4t                      | Silvia Persico            | Valcar-Travel & Service   | 106 pts                 |                         |
| 5è                      | Demi Vollering            | SD Worx                   | 104 pts                 |                         |
| 6è                      | Elisa Longo Borghini      | Trek-Segafredo            | 104 pts                 |                         |
| 7è                      | Katarzyna Niewiadoma      | Canyon-SRAM Racing        | 97 pts                  |                         |
| 8è                      | Elisa Balsamo             | Trek-Segafredo            | 85 pts                  |                         |
| 9è                      | Cecilie Uttrup Ludwig     | FDJ-Suez-Futuroscope      | 77 pts                  |                         |
| 10è                     | Maike van der Duin        | Le Col-Wahoo              | 76 pts                  |                         |

| Classificació per punts | Classificació per punts   | Classificació per punts   | Classificació per punts | Classificació per punts |
| Ciclista                | Ciclista                  | Equip                     | Punts                   |                         |
| ----------------------- | ------------------------- | ------------------------- | ----------------------- | ----------------------- |
| 1r                      | Marianne Vos              | Team Jumbo-Visma          | 272 pts                 |                         |
| 2n                      | Lotte Kopecky             | SD Worx                   | 174 pts                 |                         |
| 3r                      | Maria Giulia Confalonieri | Ceratizit-WNT Pro Cycling | 127 pts                 |                         |
| 4t                      | Silvia Persico            | Valcar-Travel & Service   | 106 pts                 |                         |
| 5è                      | Demi Vollering            | SD Worx                   | 104 pts                 |                         |
| 6è                      | Elisa Longo Borghini      | Trek-Segafredo            | 104 pts                 |                         |
| 7è                      | Katarzyna Niewiadoma      | Canyon-SRAM Racing        | 97 pts                  |                         |
| 8è                      | Elisa Balsamo             | Trek-Segafredo            | 85 pts                  |                         |
| 9è                      | Cecilie Uttrup Ludwig     | FDJ-Suez-Futuroscope      | 77 pts                  |                         |
| 10è                     | Maike van der Duin        | Le Col-Wahoo              | 76 pts                  |                         |

| Classificació de la muntanya | Classificació de la muntanya       | Classificació de la muntanya | Classificació de la muntanya | Classificació de la muntanya |
| Ciclista                     | Ciclista                           | Equip                        | Punts                        |                              |
| ---------------------------- | ---------------------------------- | ---------------------------- | ---------------------------- | ---------------------------- |
| 1r                           | Demi Vollering                     | SD Worx                      | 42 pts                       |                              |
| 2n                           | Annemiek van Vleuten               | Movistar Team                | 38 pts                       |                              |
| 3r                           | Katarzyna Niewiadoma               | Canyon-SRAM Racing           | 15 pts                       |                              |
| 4t                           | Elisa Longo Borghini               | Trek-Segafredo               | 14 pts                       |                              |
| 5è                           | Margarita Victoria García Cañellas | UAE Team ADQ                 | 11 pts                       |                              |
| 6è                           | Pauliena Rooijakkers               | Canyon-SRAM Racing           | 11 pts                       |                              |
| 7è                           | Grace Brown                        | FDJ-Suez-Futuroscope         | 10 pts                       |                              |
| 8è                           | Femke Gerritse                     | Parkhotel Valkenburg         | 9 pts                        |                              |
| 9è                           | Silvia Persico                     | Valcar-Travel & Service      | 8 pts                        |                              |
| 10è                          | Juliette Labous                    | Team DSM                     | 6 pts                        |                              |

| Classificació de la muntanya | Classificació de la muntanya       | Classificació de la muntanya | Classificació de la muntanya | Classificació de la muntanya |
| Ciclista                     | Ciclista                           | Equip                        | Punts                        |                              |
| ---------------------------- | ---------------------------------- | ---------------------------- | ---------------------------- | ---------------------------- |
| 1r                           | Demi Vollering                     | SD Worx                      | 42 pts                       |                              |
| 2n                           | Annemiek van Vleuten               | Movistar Team                | 38 pts                       |                              |
| 3r                           | Katarzyna Niewiadoma               | Canyon-SRAM Racing           | 15 pts                       |                              |
| 4t                           | Elisa Longo Borghini               | Trek-Segafredo               | 14 pts                       |                              |
| 5è                           | Margarita Victoria García Cañellas | UAE Team ADQ                 | 11 pts                       |                              |
| 6è                           | Pauliena Rooijakkers               | Canyon-SRAM Racing           | 11 pts                       |                              |
| 7è                           | Grace Brown                        | FDJ-Suez-Futuroscope         | 10 pts                       |                              |
| 8è                           | Femke Gerritse                     | Parkhotel Valkenburg         | 9 pts                        |                              |
| 9è                           | Silvia Persico                     | Valcar-Travel & Service      | 8 pts                        |                              |
| 10è                          | Juliette Labous                    | Team DSM                     | 6 pts                        |                              |

| Classificació de la millor jove | Classificació de la millor jove | Classificació de la millor jove | Classificació de la millor jove | Classificació de la millor jove |
| Ciclista                        | Ciclista                        | Equip                           | Temps                           |                                 |
| ------------------------------- | ------------------------------- | ------------------------------- | ------------------------------- | ------------------------------- |
| 1r                              | Shirin van Anrooij              | Trek-Segafredo                  | 27h 21' 34"                     |                                 |
| 2n                              | Mischa Bredewold                | Parkhotel Valkenburg            | + 5' 41"                        |                                 |
| 3r                              | Julia Borgström                 | AG Insurance NXTG               | + 16' 43"                       |                                 |
| 4t                              | Vittoria Guazzini               | FDJ-Suez-Futuroscope            | + 23' 48"                       |                                 |
| 5è                              | Marie Le Net                    | FDJ-Suez-Futuroscope            | + 27' 35"                       |                                 |
| 6è                              | Julie De Wilde                  | Plantur-Pura                    | + 28' 14"                       |                                 |
| 7è                              | Pfeiffer Georgi                 | Team DSM                        | + 31' 54"                       |                                 |
| 8è                              | Henrietta Christie              | Human Powered Health            | + 35' 14"                       |                                 |
| 9è                              | Magdeleine Vallieres            | EF Education-TIBCO-SVB          | + 38' 29"                       |                                 |
| 10è                             | Victoire Berteau                | Cofidis                         | + 38' 54"                       |                                 |

| Classificació de la millor jove | Classificació de la millor jove | Classificació de la millor jove | Classificació de la millor jove | Classificació de la millor jove |
| Ciclista                        | Ciclista                        | Equip                           | Temps                           |                                 |
| ------------------------------- | ------------------------------- | ------------------------------- | ------------------------------- | ------------------------------- |
| 1r                              | Shirin van Anrooij              | Trek-Segafredo                  | 27h 21' 34"                     |                                 |
| 2n                              | Mischa Bredewold                | Parkhotel Valkenburg            | + 5' 41"                        |                                 |
| 3r                              | Julia Borgström                 | AG Insurance NXTG               | + 16' 43"                       |                                 |
| 4t                              | Vittoria Guazzini               | FDJ-Suez-Futuroscope            | + 23' 48"                       |                                 |
| 5è                              | Marie Le Net                    | FDJ-Suez-Futuroscope            | + 27' 35"                       |                                 |
| 6è                              | Julie De Wilde                  | Plantur-Pura                    | + 28' 14"                       |                                 |
| 7è                              | Pfeiffer Georgi                 | Team DSM                        | + 31' 54"                       |                                 |
| 8è                              | Henrietta Christie              | Human Powered Health            | + 35' 14"                       |                                 |
| 9è                              | Magdeleine Vallieres            | EF Education-TIBCO-SVB          | + 38' 29"                       |                                 |
| 10è                             | Victoire Berteau                | Cofidis                         | + 38' 54"                       |                                 |

| Classificació per equips | Classificació per equips | Classificació per equips | Classificació per equips |
| Equip                    | Equip                    | Temps                    |                          |
| ------------------------ | ------------------------ | ------------------------ | ------------------------ |
| 1r                       | Canyon-SRAM Racing       | 81h 27' 09"              |                          |
| 2n                       | FDJ-Suez                 | + 14' 19"                |                          |
| 3r                       | Trek-Segafredo           | + 24' 34"                |                          |
| 4t                       | SD Worx                  | + 32' 09"                |                          |
| 5è                       | Movistar Team            | + 33' 24"                |                          |
| 6è                       | Team BikeExchange-Jayco  | + 52' 32"                |                          |
| 7è                       | Team DSM                 | + 54' 59"                |                          |
| 8è                       | Team Jumbo-Visma         | + 58' 00"                |                          |
| 9è                       | UAE Team ADQ             | + 1h 00' 59"             |                          |
| 10è                      | EF Education-TIBCO-SVB   | + 1h 15' 37"             |                          |

| Classificació per equips | Classificació per equips | Classificació per equips | Classificació per equips |
| Equip                    | Equip                    | Temps                    |                          |
| ------------------------ | ------------------------ | ------------------------ | ------------------------ |
| 1r                       | Canyon-SRAM Racing       | 81h 27' 09"              |                          |
| 2n                       | FDJ-Suez                 | + 14' 19"                |                          |
| 3r                       | Trek-Segafredo           | + 24' 34"                |                          |
| 4t                       | SD Worx                  | + 32' 09"                |                          |
| 5è                       | Movistar Team            | + 33' 24"                |                          |
| 6è                       | Team BikeExchange-Jayco  | + 52' 32"                |                          |
| 7è                       | Team DSM                 | + 54' 59"                |                          |
| 8è                       | Team Jumbo-Visma         | + 58' 00"                |                          |
| 9è                       | UAE Team ADQ             | + 1h 00' 59"             |                          |
| 10è                      | EF Education-TIBCO-SVB   | + 1h 15' 37"             |                          |

## Evolució de les classificacions
| Etapa | Vencedora d'etapa     | Classificació general | Classificació dels punts | Classificació de la muntanya | Classificació de joves | Classificació per equips | Premi de la combativitat |
| ----- | --------------------- | --------------------- | ------------------------ | ---------------------------- | ---------------------- | ------------------------ | ------------------------ |
| 1     | Lorena Wiebes         | Lorena Wiebes         | Lorena Wiebes            | Femke Markus                 | Maike van der Duin     | Canyon - SRAM            | Gladys Verhulst          |
| 2     | Marianne Vos          | Marianne Vos          | Marianne Vos             | Femke Markus                 | Maike van der Duin     | Canyon - SRAM            | Maike van der Duin       |
| 3     | Cecilie Uttrup Ludwig | Marianne Vos          | Marianne Vos             | Femke Gerritse               | Julie De Wilde         | Canyon - SRAM            | Alena Amialiusik         |
| 4     | Marlen Reusser        | Marianne Vos          | Marianne Vos             | Femke Gerritse               | Julie De Wilde         | SD Worx                  | Marlen Reusser           |
| 5     | Lorena Wiebes         | Marianne Vos          | Marianne Vos             | Femke Gerritse               | Julie De Wilde         | SD Worx                  | Victoire Berteau         |
| 6     | Marianne Vos          | Marianne Vos          | Marianne Vos             | Femke Gerritse               | Julia Borgström        | SD Worx                  | Marie Le Net             |
| 7     | Annemiek van Vleuten  | Annemiek van Vleuten  | Marianne Vos             | Demi Vollering               | Shirin van Anrooij     | Canyon - SRAM            | Annemiek van Vleuten     |
| 8     | Annemiek van Vleuten  | Annemiek van Vleuten  | Marianne Vos             | Demi Vollering               | Shirin van Anrooij     | Canyon - SRAM            | Mavi García              |
| Final | Final                 | Annemiek van Vleuten  | Marianne Vos             | Demi Vollering               | Shirin van Anrooij     | Canyon - SRAM            | Marianne Vos             |

## Participants
| Trek-Segafredo TFS | Trek-Segafredo TFS               | Trek-Segafredo TFS |
| ------------------ | -------------------------------- | ------------------ |
| Núm                | Ciclista                         | Pos                |
| 1                  | Elisa Balsamo (ITA) (ruta)       | 37è                |
| 2                  | Elisa Longo Borghini (ITA)       | 6è                 |
| 3                  | Audrey Cordon-Ragot (FRA) (ruta) | 78è                |
| 4                  | Leah Thomas (USA)                | 53è                |
| 5                  | Shirin van Anrooij (NED)         | 14è                |
| 6                  | Ellen van Dijk (NED) (ruta)      | 30è                |

| Movistar Team MOV | Movistar Team MOV              | Movistar Team MOV |
| ----------------- | ------------------------------ | ----------------- |
| Núm               | Ciclista                       | Pos               |
| 11                | Annemiek van Vleuten (NED)     | 1r                |
| 12                | Aude Biannic (FRA)             | 94è               |
| 13                | Sheyla Gutiérrez Ruiz (ESP)    | 96è               |
| 14                | Emma Norsgaard (DEN)           | DNF-5             |
| 15                | Paula Patiño (COL)             | 23è               |
| 16                | Arlenis Sierra Cañadilla (CUB) | 27è               |

| SD Worx SDW | SD Worx SDW                       | SD Worx SDW |
| ----------- | --------------------------------- | ----------- |
| Núm         | Ciclista                          | Pos         |
| 21          | Demi Vollering (NED)              | 2n          |
| 22          | Lotte Kopecky (BEL)               | 38è         |
| 23          | Christine Majerus (LUX) (ruta)    | 72è         |
| 24          | Ashleigh Moolman (RSA)            | DNF-8       |
| 25          | Marlen Reusser (SUI)              | DNF-7       |
| 26          | Chantal van den Broek-Blaak (NED) | 49è         |

| FDJ-Suez-Futuroscope FSF | FDJ-Suez-Futuroscope FSF           | FDJ-Suez-Futuroscope FSF |
| ------------------------ | ---------------------------------- | ------------------------ |
| Núm                      | Ciclista                           | Pos                      |
| 31                       | Cecilie Uttrup Ludwig (DEN) (ruta) | 7è                       |
| 32                       | Grace Brown (AUS)                  | 20è                      |
| 33                       | Marta Cavalli (ITA)                | DNF-2                    |
| 34                       | Vittoria Guazzini (ITA)            | 39è                      |
| 35                       | Marie Le Net (FRA)                 | 43è                      |
| 36                       | Évita Muzic (FRA)                  | 8è                       |

| Team Jumbo-Visma TJV | Team Jumbo-Visma TJV         | Team Jumbo-Visma TJV |
| -------------------- | ---------------------------- | -------------------- |
| Núm                  | Ciclista                     | Pos                  |
| 41                   | Marianne Vos (NED)           | 26è                  |
| 42                   | Anna Henderson (GBR)         | DNF-8                |
| 43                   | Riejanne Markus (NED) (ruta) |                      |
| 44                   | Romy Kasper (GER)            | 12è                  |
| 45                   | Noemi Rüegg (SUI)            | 105è                 |
| 46                   | Karlijn Swinkels (NED)       | 33è                  |

| Team DSM DSM | Team DSM DSM               | Team DSM DSM |
| ------------ | -------------------------- | ------------ |
| Núm          | Ciclista                   | Pos          |
| 51           | Juliette Labous (FRA)      | 4t           |
| 52           | Pfeiffer Georgi (GBR)      | 50è          |
| 53           | Franziska Koch (GER)       | FC-7         |
| 54           | Charlotte Kool (NED)       | DNF-4        |
| 55           | Liane Lippert (GER) (ruta) | 16è          |
| 56           | Lorena Wiebes (NED)        | DNF-7        |

| Canyon-SRAM Racing CSR | Canyon-SRAM Racing CSR     | Canyon-SRAM Racing CSR |
| ---------------------- | -------------------------- | ---------------------- |
| Núm                    | Ciclista                   | Pos                    |
| 61                     | Katarzyna Niewiadoma (POL) | 3r                     |
| 62                     | Alena Amialiússik          | 19è                    |
| 63                     | Elise Chabbey (SUI)        | 11è                    |
| 64                     | Tiffany Cromwell (AUS)     | 67è                    |
| 65                     | Soraya Paladin (ITA)       | 77è                    |
| 66                     | Pauliena Rooijakkers (NED) | 22è                    |

| UAE Team ADQ UAD | UAE Team ADQ UAD                                | UAE Team ADQ UAD |
| ---------------- | ----------------------------------------------- | ---------------- |
| Núm              | Ciclista                                        | Pos              |
| 71               | Margarita Victoria García Cañellas (ESP) (ruta) | 10è              |
| 72               | Marta Bastianelli (ITA)                         | 61è              |
| 73               | Urša Pintar (SLO)                               | FC-2             |
| 74               | Maaike Boogaard (NED)                           | 54è              |
| 75               | Eugenia Bujak (SLO) (ruta)                      | 103è             |
| 76               | Erica Magnaldi (ITA)                            | 18è              |

| Team BikeExchange-Jayco BEX | Team BikeExchange-Jayco BEX    | Team BikeExchange-Jayco BEX |
| --------------------------- | ------------------------------ | --------------------------- |
| Núm                         | Ciclista                       | Pos                         |
| 81                          | Amanda Spratt (AUS)            | DNF-3                       |
| 82                          | Kristen Faulkner (USA)         | 40è                         |
| 83                          | Alexandra Manly (AUS)          | 41è                         |
| 84                          | Ruby Roseman-Gannon (AUS)      | 42è                         |
| 85                          | Ane Santesteban González (ESP) | 60è                         |
| 86                          | Urška Žigart (SLO)             | 29è                         |

| Ceratizit-WNT Pro Cycling WNT | Ceratizit-WNT Pro Cycling WNT   | Ceratizit-WNT Pro Cycling WNT |
| ----------------------------- | ------------------------------- | ----------------------------- |
| Núm                           | Ciclista                        | Pos                           |
| 91                            | Lisa Brennauer (GER)            | 58è                           |
| 92                            | Sandra Alonso Domínguez (ESP)   | 44è                           |
| 93                            | Laura Asencio (FRA)             | 57è                           |
| 94                            | Maria Giulia Confalonieri (ITA) | 75è                           |
| 95                            | Marta Lach (POL)                | DNF-6                         |
| 96                            | Kathrin Schweinberger (AUT)     | 99è                           |

| Valcar-Travel & Service VAL | Valcar-Travel & Service VAL | Valcar-Travel & Service VAL |
| --------------------------- | --------------------------- | --------------------------- |
| Núm                         | Ciclista                    | Pos                         |
| 101                         | Olivia Baril (CAN)          | 104è                        |
| 102                         | Alice Maria Arzuffi (ITA)   | 64è                         |
| 103                         | Eleonora Gasparrini (ITA)   | DNF-6                       |
| 104                         | Silvia Persico (ITA)        | 5è                          |
| 105                         | Ilaria Sanguineti (ITA)     | 90è                         |
| 106                         | Margaux Vigie (FRA)         | FC-7                        |

| Cofidis COF | Cofidis COF            | Cofidis COF |
| ----------- | ---------------------- | ----------- |
| Núm         | Ciclista               | Pos         |
| 111         | Rachel Neylan (AUS)    | 28è         |
| 112         | Martina Alzini (ITA)   | DNF-6       |
| 113         | Victoire Berteau (FRA) | 68è         |
| 114         | Alana Castrique (BEL)  | DNF-1       |
| 115         | Valentine Fortin (FRA) | 88è         |
| 116         | Sandra Levenez (FRA)   | 89è         |

| Liv Racing Xstra LIV | Liv Racing Xstra LIV    | Liv Racing Xstra LIV |
| -------------------- | ----------------------- | -------------------- |
| Núm                  | Ciclista                | Pos                  |
| 121                  | Jeanne Korevaar (NED)   | 31è                  |
| 122                  | Rachele Barbieri (ITA)  | DNF-7                |
| 123                  | Thalita de Jong (NED)   | 69è                  |
| 124                  | Valerie Demey (BEL)     | 48è                  |
| 125                  | Silke Smulders (NED)    | 79è                  |
| 126                  | Sabrina Stultiens (NED) | 86è                  |

| EF Education-TIBCO-SVB TIB | EF Education-TIBCO-SVB TIB    | EF Education-TIBCO-SVB TIB |
| -------------------------- | ----------------------------- | -------------------------- |
| Núm                        | Ciclista                      | Pos                        |
| 131                        | Veronica Ewers (USA)          | 9è                         |
| 132                        | Letizia Borghesi (ITA)        | DNF-7                      |
| 133                        | Kristabel Doebel-Hickok (USA) | 34è                        |
| 134                        | Kathrin Hammes (GER)          | 65è                        |
| 135                        | Emily Newsom (USA)            | FC-7                       |
| 136                        | Magdeleine Vallieres (CAN)    | 66è                        |

| Plantur-Pura PLP | Plantur-Pura PLP                     | Plantur-Pura PLP |
| ---------------- | ------------------------------------ | ---------------- |
| Núm              | Ciclista                             | Pos              |
| 141              | Julie De Wilde (BEL)                 | 46è              |
| 142              | Sanne Cant (BEL)                     | 62è              |
| 143              | Kim de Baat (BEL) (ruta)             | 109è             |
| 144              | Yara Kastelijn (NED)                 | 13è              |
| 145              | Christina Schweinberger (AUT) (ruta) | 80è              |
| 146              | Laura Süßemilch (GER)                | DNF-2            |

| Le Col-Wahoo DRP | Le Col-Wahoo DRP              | Le Col-Wahoo DRP |
| ---------------- | ----------------------------- | ---------------- |
| Núm              | Ciclista                      | Pos              |
| 151              | Elizabeth Holden (GBR)        | 36è              |
| 152              | Eva van Agt (NED)             | 52è              |
| 153              | Maike van der Duin (NED)      | 84è              |
| 154              | Marjolein van 't Geloof (NED) | DNF-6            |
| 155              | Jesse Vandenbulcke (BEL)      | 83è              |
| 156              | Gladys Verhulst (FRA)         | DNF-7            |

| Parkhotel Valkenburg PHV | Parkhotel Valkenburg PHV  | Parkhotel Valkenburg PHV |
| ------------------------ | ------------------------- | ------------------------ |
| Núm                      | Ciclista                  | Pos                      |
| 161                      | Femke Gerritse (NED)      | 74è                      |
| 162                      | Mischa Bredewold (NED)    | 21è                      |
| 163                      | Nicole Frain (AUS) (ruta) | DNF-7                    |
| 164                      | Femke Markus (NED)        | 73è                      |
| 165                      | Quinty Schoens (NED)      | 56è                      |
| 166                      | Anne van Rooijen (NED)    | DNF-7                    |

| AG Insurance NXTG AGI | AG Insurance NXTG AGI | AG Insurance NXTG AGI |
| --------------------- | --------------------- | --------------------- |
| Núm                   | Ciclista              | Pos                   |
| 171                   | Julia Borgström (SWE) | 32è                   |
| 172                   | Anya Louw (AUS)       | 107è                  |
| 173                   | Gaia Masetti (ITA)    | DNF-2                 |
| 174                   | Lone Meertens (BEL)   | 102è                  |
| 175                   | Ilse Pluimers (NED)   | 93è                   |
| 176                   | Ally Wollaston (NZL)  | DNF-3                 |

| Arkéa Pro Cycling Team ARK | Arkéa Pro Cycling Team ARK | Arkéa Pro Cycling Team ARK |
| -------------------------- | -------------------------- | -------------------------- |
| Núm                        | Ciclista                   | Pos                        |
| 181                        | Morgane Coston (FRA)       | 45è                        |
| 182                        | Pauline Allin (FRA)        | 95è                        |
| 183                        | Iúlia Biriukova (UKR)      | FC-7                       |
| 184                        | Amandine Fouquenet (FRA)   | 76è                        |
| 185                        | Anaïs Morichon (FRA)       | FC-7                       |
| 186                        | Greta Richioud (FRA)       | 55è                        |

| Uno-X Pro Cycling Team UXT | Uno-X Pro Cycling Team UXT  | Uno-X Pro Cycling Team UXT |
| -------------------------- | --------------------------- | -------------------------- |
| Núm                        | Ciclista                    | Pos                        |
| 191                        | Joscelin Lowden (GBR)       | 47è                        |
| 192                        | Hannah Barnes (GBR)         | 100è                       |
| 193                        | Julie Leth (DEN)            | 81è                        |
| 194                        | Hannah Ludwig (GER)         | 106è                       |
| 195                        | Mie Bjørndal Ottestad (NOR) | 17è                        |
| 196                        | Anne Dorthe Ysland (NOR)    | 91è                        |

| Stade Rochelais Charente-Maritime CMW | Stade Rochelais Charente-Maritime CMW   | Stade Rochelais Charente-Maritime CMW |
| ------------------------------------- | --------------------------------------- | ------------------------------------- |
| Núm                                   | Ciclista                                | Pos                                   |
| 201                                   | Séverine Eraud (FRA)                    | 51è                                   |
| 202                                   | Noémie Abgrall (FRA)                    | FC-3                                  |
| 203                                   | India Grangier (FRA)                    | FC-7                                  |
| 204                                   | Natalie Grinczer (GBR)                  | DNF-3                                 |
| 205                                   | Frances Janse van Rensburg (RSA) (ruta) | FC-3                                  |
| 206                                   | Maëva Squiban (FRA)                     | DNF-3                                 |

| St Michel-Auber 93 AUB | St Michel-Auber 93 AUB | St Michel-Auber 93 AUB |
| ---------------------- | ---------------------- | ---------------------- |
| Núm                    | Ciclista               | Pos                    |
| 211                    | Simone Boilard (CAN)   | 71è                    |
| 212                    | Alison Avoine (FRA)    | 108è                   |
| 213                    | Sandrine Bideau (FRA)  | 87è                    |
| 214                    | Coralie Demay (FRA)    | 24è                    |
| 215                    | Barbara Fonseca (FRA)  | 85è                    |
| 216                    | Margot Pompanon (FRA)  | 82è                    |

| Roland Cogeas-Edelweiss Squad CGS | Roland Cogeas-Edelweiss Squad CGS | Roland Cogeas-Edelweiss Squad CGS |
| --------------------------------- | --------------------------------- | --------------------------------- |
| Núm                               | Ciclista                          | Pos                               |
| 221                               | Tamara Balabolina (ruta)          | 15è                               |
| 222                               | Caroline Baur (SUI) (ruta)        | 92è                               |
| 223                               | Hannah Buch (GER)                 | DNF-3                             |
| 224                               | Rotem Gafinovitz (ISR)            | 101è                              |
| 225                               | Petra Stiasny (SUI)               | FC-1                              |
| 226                               | Olga Zabelínskaia (UZB)           | 97è                               |

| Human Powered Health HPW | Human Powered Health HPW        | Human Powered Health HPW |
| ------------------------ | ------------------------------- | ------------------------ |
| Núm                      | Ciclista                        | Pos                      |
| 231                      | Henrietta Christie (NZL)        | 59è                      |
| 232                      | Nina Buysman (NED)              | 25è                      |
| 233                      | Antri Christoforou (CYP) (ruta) | 70è                      |
| 234                      | Barbara Malcotti (ITA)          | DQ-5                     |
| 235                      | Marit Raaijmakers (NED)         | 63è                      |
| 236                      | Lily Williams (USA)             | 98è                      |

| Trek-Segafredo TFS | Trek-Segafredo TFS               | Trek-Segafredo TFS |
| ------------------ | -------------------------------- | ------------------ |
| Núm                | Ciclista                         | Pos                |
| 1                  | Elisa Balsamo (ITA) (ruta)       | 37è                |
| 2                  | Elisa Longo Borghini (ITA)       | 6è                 |
| 3                  | Audrey Cordon-Ragot (FRA) (ruta) | 78è                |
| 4                  | Leah Thomas (USA)                | 53è                |
| 5                  | Shirin van Anrooij (NED)         | 14è                |
| 6                  | Ellen van Dijk (NED) (ruta)      | 30è                |

| Movistar Team MOV | Movistar Team MOV              | Movistar Team MOV |
| ----------------- | ------------------------------ | ----------------- |
| Núm               | Ciclista                       | Pos               |
| 11                | Annemiek van Vleuten (NED)     | 1r                |
| 12                | Aude Biannic (FRA)             | 94è               |
| 13                | Sheyla Gutiérrez Ruiz (ESP)    | 96è               |
| 14                | Emma Norsgaard (DEN)           | DNF-5             |
| 15                | Paula Patiño (COL)             | 23è               |
| 16                | Arlenis Sierra Cañadilla (CUB) | 27è               |

| SD Worx SDW | SD Worx SDW                       | SD Worx SDW |
| ----------- | --------------------------------- | ----------- |
| Núm         | Ciclista                          | Pos         |
| 21          | Demi Vollering (NED)              | 2n          |
| 22          | Lotte Kopecky (BEL)               | 38è         |
| 23          | Christine Majerus (LUX) (ruta)    | 72è         |
| 24          | Ashleigh Moolman (RSA)            | DNF-8       |
| 25          | Marlen Reusser (SUI)              | DNF-7       |
| 26          | Chantal van den Broek-Blaak (NED) | 49è         |

| FDJ-Suez-Futuroscope FSF | FDJ-Suez-Futuroscope FSF           | FDJ-Suez-Futuroscope FSF |
| ------------------------ | ---------------------------------- | ------------------------ |
| Núm                      | Ciclista                           | Pos                      |
| 31                       | Cecilie Uttrup Ludwig (DEN) (ruta) | 7è                       |
| 32                       | Grace Brown (AUS)                  | 20è                      |
| 33                       | Marta Cavalli (ITA)                | DNF-2                    |
| 34                       | Vittoria Guazzini (ITA)            | 39è                      |
| 35                       | Marie Le Net (FRA)                 | 43è                      |
| 36                       | Évita Muzic (FRA)                  | 8è                       |

| Team Jumbo-Visma TJV | Team Jumbo-Visma TJV         | Team Jumbo-Visma TJV |
| -------------------- | ---------------------------- | -------------------- |
| Núm                  | Ciclista                     | Pos                  |
| 41                   | Marianne Vos (NED)           | 26è                  |
| 42                   | Anna Henderson (GBR)         | DNF-8                |
| 43                   | Riejanne Markus (NED) (ruta) |                      |
| 44                   | Romy Kasper (GER)            | 12è                  |
| 45                   | Noemi Rüegg (SUI)            | 105è                 |
| 46                   | Karlijn Swinkels (NED)       | 33è                  |

| Team DSM DSM | Team DSM DSM               | Team DSM DSM |
| ------------ | -------------------------- | ------------ |
| Núm          | Ciclista                   | Pos          |
| 51           | Juliette Labous (FRA)      | 4t           |
| 52           | Pfeiffer Georgi (GBR)      | 50è          |
| 53           | Franziska Koch (GER)       | FC-7         |
| 54           | Charlotte Kool (NED)       | DNF-4        |
| 55           | Liane Lippert (GER) (ruta) | 16è          |
| 56           | Lorena Wiebes (NED)        | DNF-7        |

| Canyon-SRAM Racing CSR | Canyon-SRAM Racing CSR     | Canyon-SRAM Racing CSR |
| ---------------------- | -------------------------- | ---------------------- |
| Núm                    | Ciclista                   | Pos                    |
| 61                     | Katarzyna Niewiadoma (POL) | 3r                     |
| 62                     | Alena Amialiússik          | 19è                    |
| 63                     | Elise Chabbey (SUI)        | 11è                    |
| 64                     | Tiffany Cromwell (AUS)     | 67è                    |
| 65                     | Soraya Paladin (ITA)       | 77è                    |
| 66                     | Pauliena Rooijakkers (NED) | 22è                    |

| UAE Team ADQ UAD | UAE Team ADQ UAD                                | UAE Team ADQ UAD |
| ---------------- | ----------------------------------------------- | ---------------- |
| Núm              | Ciclista                                        | Pos              |
| 71               | Margarita Victoria García Cañellas (ESP) (ruta) | 10è              |
| 72               | Marta Bastianelli (ITA)                         | 61è              |
| 73               | Urša Pintar (SLO)                               | FC-2             |
| 74               | Maaike Boogaard (NED)                           | 54è              |
| 75               | Eugenia Bujak (SLO) (ruta)                      | 103è             |
| 76               | Erica Magnaldi (ITA)                            | 18è              |

| Team BikeExchange-Jayco BEX | Team BikeExchange-Jayco BEX    | Team BikeExchange-Jayco BEX |
| --------------------------- | ------------------------------ | --------------------------- |
| Núm                         | Ciclista                       | Pos                         |
| 81                          | Amanda Spratt (AUS)            | DNF-3                       |
| 82                          | Kristen Faulkner (USA)         | 40è                         |
| 83                          | Alexandra Manly (AUS)          | 41è                         |
| 84                          | Ruby Roseman-Gannon (AUS)      | 42è                         |
| 85                          | Ane Santesteban González (ESP) | 60è                         |
| 86                          | Urška Žigart (SLO)             | 29è                         |

| Ceratizit-WNT Pro Cycling WNT | Ceratizit-WNT Pro Cycling WNT   | Ceratizit-WNT Pro Cycling WNT |
| ----------------------------- | ------------------------------- | ----------------------------- |
| Núm                           | Ciclista                        | Pos                           |
| 91                            | Lisa Brennauer (GER)            | 58è                           |
| 92                            | Sandra Alonso Domínguez (ESP)   | 44è                           |
| 93                            | Laura Asencio (FRA)             | 57è                           |
| 94                            | Maria Giulia Confalonieri (ITA) | 75è                           |
| 95                            | Marta Lach (POL)                | DNF-6                         |
| 96                            | Kathrin Schweinberger (AUT)     | 99è                           |

| Valcar-Travel & Service VAL | Valcar-Travel & Service VAL | Valcar-Travel & Service VAL |
| --------------------------- | --------------------------- | --------------------------- |
| Núm                         | Ciclista                    | Pos                         |
| 101                         | Olivia Baril (CAN)          | 104è                        |
| 102                         | Alice Maria Arzuffi (ITA)   | 64è                         |
| 103                         | Eleonora Gasparrini (ITA)   | DNF-6                       |
| 104                         | Silvia Persico (ITA)        | 5è                          |
| 105                         | Ilaria Sanguineti (ITA)     | 90è                         |
| 106                         | Margaux Vigie (FRA)         | FC-7                        |

| Cofidis COF | Cofidis COF            | Cofidis COF |
| ----------- | ---------------------- | ----------- |
| Núm         | Ciclista               | Pos         |
| 111         | Rachel Neylan (AUS)    | 28è         |
| 112         | Martina Alzini (ITA)   | DNF-6       |
| 113         | Victoire Berteau (FRA) | 68è         |
| 114         | Alana Castrique (BEL)  | DNF-1       |
| 115         | Valentine Fortin (FRA) | 88è         |
| 116         | Sandra Levenez (FRA)   | 89è         |

| Liv Racing Xstra LIV | Liv Racing Xstra LIV    | Liv Racing Xstra LIV |
| -------------------- | ----------------------- | -------------------- |
| Núm                  | Ciclista                | Pos                  |
| 121                  | Jeanne Korevaar (NED)   | 31è                  |
| 122                  | Rachele Barbieri (ITA)  | DNF-7                |
| 123                  | Thalita de Jong (NED)   | 69è                  |
| 124                  | Valerie Demey (BEL)     | 48è                  |
| 125                  | Silke Smulders (NED)    | 79è                  |
| 126                  | Sabrina Stultiens (NED) | 86è                  |

| EF Education-TIBCO-SVB TIB | EF Education-TIBCO-SVB TIB    | EF Education-TIBCO-SVB TIB |
| -------------------------- | ----------------------------- | -------------------------- |
| Núm                        | Ciclista                      | Pos                        |
| 131                        | Veronica Ewers (USA)          | 9è                         |
| 132                        | Letizia Borghesi (ITA)        | DNF-7                      |
| 133                        | Kristabel Doebel-Hickok (USA) | 34è                        |
| 134                        | Kathrin Hammes (GER)          | 65è                        |
| 135                        | Emily Newsom (USA)            | FC-7                       |
| 136                        | Magdeleine Vallieres (CAN)    | 66è                        |

| Plantur-Pura PLP | Plantur-Pura PLP                     | Plantur-Pura PLP |
| ---------------- | ------------------------------------ | ---------------- |
| Núm              | Ciclista                             | Pos              |
| 141              | Julie De Wilde (BEL)                 | 46è              |
| 142              | Sanne Cant (BEL)                     | 62è              |
| 143              | Kim de Baat (BEL) (ruta)             | 109è             |
| 144              | Yara Kastelijn (NED)                 | 13è              |
| 145              | Christina Schweinberger (AUT) (ruta) | 80è              |
| 146              | Laura Süßemilch (GER)                | DNF-2            |

| Le Col-Wahoo DRP | Le Col-Wahoo DRP              | Le Col-Wahoo DRP |
| ---------------- | ----------------------------- | ---------------- |
| Núm              | Ciclista                      | Pos              |
| 151              | Elizabeth Holden (GBR)        | 36è              |
| 152              | Eva van Agt (NED)             | 52è              |
| 153              | Maike van der Duin (NED)      | 84è              |
| 154              | Marjolein van 't Geloof (NED) | DNF-6            |
| 155              | Jesse Vandenbulcke (BEL)      | 83è              |
| 156              | Gladys Verhulst (FRA)         | DNF-7            |

| Parkhotel Valkenburg PHV | Parkhotel Valkenburg PHV  | Parkhotel Valkenburg PHV |
| ------------------------ | ------------------------- | ------------------------ |
| Núm                      | Ciclista                  | Pos                      |
| 161                      | Femke Gerritse (NED)      | 74è                      |
| 162                      | Mischa Bredewold (NED)    | 21è                      |
| 163                      | Nicole Frain (AUS) (ruta) | DNF-7                    |
| 164                      | Femke Markus (NED)        | 73è                      |
| 165                      | Quinty Schoens (NED)      | 56è                      |
| 166                      | Anne van Rooijen (NED)    | DNF-7                    |

| AG Insurance NXTG AGI | AG Insurance NXTG AGI | AG Insurance NXTG AGI |
| --------------------- | --------------------- | --------------------- |
| Núm                   | Ciclista              | Pos                   |
| 171                   | Julia Borgström (SWE) | 32è                   |
| 172                   | Anya Louw (AUS)       | 107è                  |
| 173                   | Gaia Masetti (ITA)    | DNF-2                 |
| 174                   | Lone Meertens (BEL)   | 102è                  |
| 175                   | Ilse Pluimers (NED)   | 93è                   |
| 176                   | Ally Wollaston (NZL)  | DNF-3                 |

| Arkéa Pro Cycling Team ARK | Arkéa Pro Cycling Team ARK | Arkéa Pro Cycling Team ARK |
| -------------------------- | -------------------------- | -------------------------- |
| Núm                        | Ciclista                   | Pos                        |
| 181                        | Morgane Coston (FRA)       | 45è                        |
| 182                        | Pauline Allin (FRA)        | 95è                        |
| 183                        | Iúlia Biriukova (UKR)      | FC-7                       |
| 184                        | Amandine Fouquenet (FRA)   | 76è                        |
| 185                        | Anaïs Morichon (FRA)       | FC-7                       |
| 186                        | Greta Richioud (FRA)       | 55è                        |

| Uno-X Pro Cycling Team UXT | Uno-X Pro Cycling Team UXT  | Uno-X Pro Cycling Team UXT |
| -------------------------- | --------------------------- | -------------------------- |
| Núm                        | Ciclista                    | Pos                        |
| 191                        | Joscelin Lowden (GBR)       | 47è                        |
| 192                        | Hannah Barnes (GBR)         | 100è                       |
| 193                        | Julie Leth (DEN)            | 81è                        |
| 194                        | Hannah Ludwig (GER)         | 106è                       |
| 195                        | Mie Bjørndal Ottestad (NOR) | 17è                        |
| 196                        | Anne Dorthe Ysland (NOR)    | 91è                        |

| Stade Rochelais Charente-Maritime CMW | Stade Rochelais Charente-Maritime CMW   | Stade Rochelais Charente-Maritime CMW |
| ------------------------------------- | --------------------------------------- | ------------------------------------- |
| Núm                                   | Ciclista                                | Pos                                   |
| 201                                   | Séverine Eraud (FRA)                    | 51è                                   |
| 202                                   | Noémie Abgrall (FRA)                    | FC-3                                  |
| 203                                   | India Grangier (FRA)                    | FC-7                                  |
| 204                                   | Natalie Grinczer (GBR)                  | DNF-3                                 |
| 205                                   | Frances Janse van Rensburg (RSA) (ruta) | FC-3                                  |
| 206                                   | Maëva Squiban (FRA)                     | DNF-3                                 |

| St Michel-Auber 93 AUB | St Michel-Auber 93 AUB | St Michel-Auber 93 AUB |
| ---------------------- | ---------------------- | ---------------------- |
| Núm                    | Ciclista               | Pos                    |
| 211                    | Simone Boilard (CAN)   | 71è                    |
| 212                    | Alison Avoine (FRA)    | 108è                   |
| 213                    | Sandrine Bideau (FRA)  | 87è                    |
| 214                    | Coralie Demay (FRA)    | 24è                    |
| 215                    | Barbara Fonseca (FRA)  | 85è                    |
| 216                    | Margot Pompanon (FRA)  | 82è                    |

| Roland Cogeas-Edelweiss Squad CGS | Roland Cogeas-Edelweiss Squad CGS | Roland Cogeas-Edelweiss Squad CGS |
| --------------------------------- | --------------------------------- | --------------------------------- |
| Núm                               | Ciclista                          | Pos                               |
| 221                               | Tamara Balabolina (ruta)          | 15è                               |
| 222                               | Caroline Baur (SUI) (ruta)        | 92è                               |
| 223                               | Hannah Buch (GER)                 | DNF-3                             |
| 224                               | Rotem Gafinovitz (ISR)            | 101è                              |
| 225                               | Petra Stiasny (SUI)               | FC-1                              |
| 226                               | Olga Zabelínskaia (UZB)           | 97è                               |

| Human Powered Health HPW | Human Powered Health HPW        | Human Powered Health HPW |
| ------------------------ | ------------------------------- | ------------------------ |
| Núm                      | Ciclista                        | Pos                      |
| 231                      | Henrietta Christie (NZL)        | 59è                      |
| 232                      | Nina Buysman (NED)              | 25è                      |
| 233                      | Antri Christoforou (CYP) (ruta) | 70è                      |
| 234                      | Barbara Malcotti (ITA)          | DQ-5                     |
| 235                      | Marit Raaijmakers (NED)         | 63è                      |
| 236                      | Lily Williams (USA)             | 98è                      |